# Distritos da África do Sul
A África do Sul é dividida em 52 distritos (6 municípios metropolitanos e 46 distritos municipais). A 12ª alteração à Constituição (dezembro 2005) reduziu este número antes em 53. Outro efeito desta alteração é que cada distrito está agora completamente inserido dentro de uma província, eliminando assim as fronteiras distritais existentes além da fronteira da província. Os distritos também abrangem toda a área continental da república. Os distritos da África do Sul são análogos aos condados na Inglaterra e nos Estados Unidos.

## Tipos de distritos
Os dois principais tipos de distritos são:
- 6 municípios metropolitanos: funcionam ao mesmo tempo como distrito municipal e município local (indicados com um * abaixo). Estes são também conhecidos como municípios categoria A.
- 46 distritos municipais: possuem mais de um município local. Também conhecido como municípios categoria C, com os seus municípios locais conhecidos como município Categoria B.[1][2]

## Distritos
|  |

O mapa mostra os 52 distritos (com cores indicando as províncias).
- Cabo Ocidental

1. Município metropolitano da Cidade do Cabo *
2. West Coast
3. Cape Winelands
4. Overberg
5. Eden
6. Central Karoo

- Cabo Oriental

1. Município metropolitano Nelson Mandela Bay *
2. Cacadu
3. Amatole
4. Chris Hani
5. Ukhahlamba
6. OR Thambo
7. Alfred Nzo

- Estado Livre

1. Xhariep
2. Motheo
3. Lejweleputswa
4. Thabo Mofutsanyane
5. Northern Free State

- Cabo Setentrional

1. Namakwa
2. Pixley ka Seme
3. Siyanda
4. Frances Baard
5. Kgalagadi

- Noroeste

1. Bojanala Platinum
2. Central
3. Bophirima
4. Southern

- Gauteng

1. West Rand
2. Município metropolitano da Cidade de Johannesburg *
3. Sedibeng
4. Município metropolitano de Ekurhuleni *
5. Metsweding
6. Município metropolitano da Cidade de Tshwane *

- Limpopo

1. Mopani
2. Vhembe
3. Capricorn
4. Waterberg
5. Sekhukhune

- Mpumalanga

1. Gert Sibande
2. Nkangala
3. Ehlanzeni

- KwaZulu-Natal

1. Amajuba
2. Zululand
3. Umkhanyakude
4. uThungulu
5. Umzinyathi
6. Uthukela
7. Umgungundlovu
8. iLembe
9. Município metropolitano da Cidade de eThekwini *
10. Ugu
11. Sisonke

## Controvérsia
A Aliança Democrática, oposição oficial da África do Sul, acredita que os distritos constituem um nível de governo desnecessário (entre as províncias e os municípios), por este motivo, defendem sua extinção.